# Heart Skips a Beat
Heart Skips a Beat ist ein Lied von Olly Murs, gemeinsam mit Rizzle Kicks, aus dem Album In Case You Didn’t Know. Das Lied wurde am 19. August 2011 veröffentlicht und wurde in Deutschland, in Polen, in der Schweiz und im Vereinigten Königreich ein Nummer-eins-Hit. Der von Alex Smith, Samuel Preston, Jim Eliot und Rizzle Kicks geschriebene Song ist Murs’ bisher erfolgreichste Single. Es ist sein erstes Lied, bei dem er nicht selbst am Text mitschrieb.

## Musikvideo
Das Musikvideo dauert 3 Minuten und 22 Sekunden und wurde am 15. Juli 2011 auf YouTube veröffentlicht. Im Musikvideo sieht man Murs in einem Skateboardpark in Mile End mit Rizzle Kicks und einem riesigen Schallplattenspieler. Er tanzt teilweise darauf.

## Kritik
„Even with all things said, ‘Heart Skips A Beat’ still remains the most modestly catchy song to grace UK airwaves in a long time“

„"I don’t wanna go home/ Cause when you hold me like this/ You know my heart skips, skips a beat," Murs confesses over a ska-flecked melody, reggae beats and the cheeky vocal twang that grabbed Si's attention first time out - while a skit from street-rapping duo Rizzle Kicks ensures the whole thing remains child and chart-friendly. The result is another infectious summer-pop ditty of the back garden barbecue variety - meaning his chops can rest easy… at least for now."“

## Kommerzieller Erfolg

### Chartplatzierungen
| ChartsChartplatzierungen       | Höchstplatzierung | Wochen |
| ------------------------------ | ----------------- | ------ |
| Deutschland (GfK)              | 1 (28 Wo.)        | 28     |
| Österreich (Ö3)                | 6 (29 Wo.)        | 29     |
| Schweiz (IFPI)                 | 1 (29 Wo.)        | 29     |
| Vereinigte Staaten (Billboard) | 96 (2 Wo.)        | 2      |
| Vereinigtes Königreich (OCC)   | 1 (33 Wo.)        | 33     |

| ChartsJahrescharts (2011)    | Platzierung |
| ---------------------------- | ----------- |
| Österreich (Ö3)              | 66          |
| Vereinigtes Königreich (OCC) | 21          |

| ChartsJahrescharts (2012) | Platzierung |
| ------------------------- | ----------- |
| Deutschland (GfK)         | 10          |
| Schweiz (IFPI)            | 18          |

### Auszeichnungen für Musikverkäufe
| Land/Region                  | Auszeichnungen für Musikverkäufe (Land/Region, Auszeichnung, Verkäufe) | Verkäufe  |
| ---------------------------- | ---------------------------------------------------------------------- | --------- |
| Deutschland (BVMI)           | 3× Gold                                                                | 450.00    |
| Österreich (IFPI)            | Gold                                                                   | 15.000    |
| Schweiz (IFPI)               | 2× Platin                                                              | 60.000    |
| Vereinigtes Königreich (BPI) | Platin                                                                 | 600.000   |
| Insgesamt                    | 2× Gold · 4× Platin ·                                                  | 1.065.000 |